# Rimasco
Rimasco (piemontiul: Rimasch) település Olaszországban, Vercelli megyében. Lakosainak száma 101 fő (2018. január 1.). Rimasco Carcoforo, Fobello, Rima San Giuseppe, Rossa és Boccioleto községekkel határos.

## Népesség
A település népességének változása:

| 2017 | 104 |
| 2018 | 101 |